# 钟山定林寺遗址
钟山定林寺遗址，是南京市钟山上两座寺庙的遗址。钟山定林寺建于六朝时期，包括上定林寺（定林上寺）与下定林寺（定林下寺）。

## 历史
景平二年（423年），慧觉法师创建下定林寺。元嘉十六年（439年），昙摩蜜多于紫霞湖一带创建上定林寺。刘勰曾在上定林寺写成《文心雕龙》。
唐末五代时期，上定林寺被废弃。北宋时期下定林寺仍存，王安石曾在寺中读书。南宋乾道元年，陆游在下定林寺题刻。乾道年间，僧人善鉴将上定林寺匾额移到钟山正南方的方山北麓重建寺，称为方山定林寺。

## 考古发现与保护
1975年10月，考古学者发现了陆游在下定林寺的题刻，从而确定了下定林寺的位置。1982年，定林寺摩崖题刻被列入江苏省文物保护单位。1999年，考古人员于钟山南朝祭坛遗址西侧、下定林寺址以北发现一座寺庙遗址，出土了大量文物，考古学者分析认为此即为上定林寺遗址。2006年，钟山定林寺遗址被列入南京市文物保护单位。
中山陵园管理局将定林山庄开辟为刘勰与文心雕龙纪念馆，展示考古发现及遗址出土的文物。